# 尤金·奥曼迪
尤金·奥曼迪（英語：Eugene Ormandy，1899年11月18日—1985年3月12日），原名布勞·耶諾，匈牙利出生的美國指挥家和小提琴手。他以與费城管弦乐团長達四十四年的合作而出名。

## 生平

### 早年
奧曼迪出生在匈牙利首都布達佩斯的一个犹太家庭，父亲是牙医及业余小提琴家。他的本名布勞·耶諾（ Blau Jenő）是他的父亲用当时的一位小提琴家胡鲍伊·耶诺之名为他所取。三岁半起即由父亲教授小提琴，五歲時他進入國立皇家匈牙利音樂院（現為李斯特音乐学院）继续學習小提琴。七歲時他以小提琴手的身分，舉行了生平第一次的音樂會。十四歲時在胡鲍伊·耶诺（匈牙利語：Hubay Jenő）的指導下，取得了硕士学位。之后他在德国和匈牙利巡回演出，还曾任布鲁斯纳管弦乐团的首席。17岁时，他被任命为母校的小提琴教授。1920年，他还取得哲學的學士學位。1921年，他因一位经纪人的劝说移居美國，並在這時將自己的姓名改為日後大家熟悉的尤金·奧曼迪。
起先他和同為匈牙利裔的指揮家爾諾·拉匹共事，他是奧曼迪學生時代的同學和好友。他在紐約某座劇院中一個擁有77名樂手的管弦樂團裏擔任小提琴手，為無聲電影（即默片）擔任配樂伴奏。在加入的5天後，他成為這個樂團的首席，然後很快便開始擔任指揮的工作。奧曼迪在1923年到1929年之間以小提琴手的身分留下了16份錄音，其中半數是以声学录音的技術錄製的。

### 職業生涯

#### 明尼安那波利斯時期
阿瑟·賈森（Arthur Judson）這位1930年代美國音樂界最權威的人士，對奧曼迪的音樂生涯給予相當大的助益。1931年的某一次演出前，托斯卡尼尼的健康不佳，不允許他順利地指揮費城管弦樂團，賈森便臨時安排奧曼迪上場緊急應急。這次的演出為奧曼迪贏得日後的第一份正式指揮家職務：明尼亞波利斯管弦樂團（今明尼苏达管弦乐团）的指揮。
奧曼迪在明尼亞波利斯任職時，正值大蕭條最為嚴重的時刻，但RCA Victor仍與奥曼迪指揮下的明尼安那波利斯管弦樂團簽約並錄製了多份錄音。唱片合約中的其中一條要求樂手們必須以每週演奏一定的時數來交換取得他們的薪晌，這包括了一般的排練、音樂會或廣播節目中的演奏，以及唱片錄音。這份合約使得無線唱片不必為了錄製唱片而付出額外的花費，使該公司得以在百業蕭條的情勢下繼續生存，並將他們最好的技術、人員和設備投注在和明尼安那波利斯管弦樂團的合作上。自1934年1月16日至1935年1月16日期間，有幾份錄音完成並做為唱片問世：约翰·奥登·卡彭特（John Alden Carpenter）的《嬰兒車的冒險》（Adventures in a Perambulator），高大宜的《哈里·亚诺什组曲》（Háry János Suite），荀貝格的《昇華之夜》（Verklärte Nacht）等等。另外還有一份特別錄音是關於罗伊·哈里斯的《美國序曲》（American Overture），這是根據歌曲《當約翰尼邁步回家時》所改編而成。最重要的是，奧曼迪生平最重要的兩份錄音之一也在這個時候完成，它們分別是安东·布鲁克纳的第7號交響曲，以及古斯塔夫·馬勒的第2號交響曲。
費城管弦樂團時期
1936年，奧曼迪离开明尼亞波利斯，开始了在費城長達四十四載的任期，這也是後來使他聲名遠播且長久不墜的開始。起先他和斯托可夫斯基被指定為樂團的共同指揮，但兩年後他成為費城管弦樂團的音樂總監。在奧曼迪的帶領下，費城管弦樂團每年舉行約一百至一百八十場不等的例行演出。
在奧曼迪的帶領下，費城管弦樂團經常到外地演出，包括紐約和其他城市，也包括許多美國以外的演出行程。在1955年到芬蘭的行程當中，他和他的樂團成員們拜訪了當時已屆高齡的作曲家西貝流士的住所，並和西貝流士合影，這張照片後來被使用在奧曼迪1962年以立體聲技術錄製的西貝流士第一交響曲專輯的封面。1973年，在尼克松的推动下，奧曼迪帶團訪問中國，成为中华人民共和国成立后首支访问的美国交响乐团，江青也罕见地露面，参加了其中一场音乐会。將西方的古典音樂帶給熱情的、幾十年沒有聽過這樣的演出的群眾們。
1943年－1968年在美国哥伦比亚唱片公司录制的大量唱片，使得奥曼迪和费城管弦在国际上的知名度得以发展和巩固。
奧曼迪也曾客串電影當中的配樂，在1947年的電影《夜歌》（Night Song）當中他帶領費城管弦樂團與鋼琴家魯賓斯坦合作，演奏利思·史蒂文斯的鋼琴協奏曲。
1980年奧曼迪退休，樂團授予他桂冠指揮的榮銜。
客席指揮
奧曼迪有許多和其他樂團合作的經歷。1966年冬天，他與伦敦交响乐团合作錄製了德弗札克的第9號交響曲《新世界》，這份錄音被認為是此曲最好的詮釋版本之一。1952年，他則和普拉德节日管弦乐团（Prades Festival Orchestra）及大提琴家卡薩爾斯一起錄製了舒曼的大提琴協奏曲──上述這兩份錄音是他在美國以外唯二的唱片作品。
1950年12月，奧曼迪指揮紐約大都會歌劇院樂團演出約翰史特勞斯的《蝙蝠》一作，作品以英文演出並大受好評。1978年，他指揮紐約愛樂與鋼琴家霍洛維茲合作演出拉赫曼尼諾夫的第三鋼琴協奏曲。以上兩次演出均有錄音作品留存。
1984年1月10日，奥曼迪在卡内基音乐厅与费城交响乐团合作，举行了他的最后一场音乐会。1985年3月12日，他因肺炎逝世於如同第二故鄉的費城。他生前所有的文件，包括親手標示指揮細節的的總譜、樂曲改編，全數捐贈給賓州大學圖書館。

## 作品

### 首演作品
由奧曼迪指揮首演的作品包括了：
- 馬勒的第十交響曲（哥倫比亞唱片，1965年11月），這是由德里克·库克（Deryck Cooke）完成的此作五樂章版本的首次錄音
- 普羅高菲夫的《亞歷山大·涅夫斯基》（Alexander Nevsky，RCA Victor，1945年5月），由珍妮·图雷尔（英语：Jennie Tourel）任次女高音，並和西敏寺合唱團（Westminster Choir）合作
- 普羅高菲夫的第六交響曲（哥倫比亞唱片，1950年1月）
- 普羅高菲夫的第七交響曲（哥倫比亞唱片，1953年4月）
- 蕭士塔高維奇的第一大提琴協奏曲（哥倫比亞唱片，1959年11月），與大提琴家罗斯特罗波维奇合作

### 商業錄音
奧曼迪的錄音作品橫跨声学录音（Acoustic）、电气录音（Electrical）和数码录音（Digital）等不同技術的時代。自1936年至1985年他過世為止，奧曼迪與費城管弦樂團留下數百份錄音，這些錄音幾乎橫跨了整個西方古典音樂的所有不同的時期、類別和風格。理查德·弗里德於1999年在Audoin寫道：「奧曼迪幾乎接近『指揮任何人的作品留下錄音』的境界了，這其中甚至有許多是同一首曲目留下三次、四次錄音的，它們卻並不總是一模一樣。奧曼迪會在技術上追求精進，（如果是協奏曲的話）或邀請新的獨奏者一同合作，或是更換專輯的圖樣。」
托马斯·弗罗斯特（奧曼迪在哥倫比亞唱片公司多數作品的製作人）則說：「⋯⋯他是我有幸合作的指揮當中過程最順暢的一位⋯⋯一切在他的掌控下都恰如其分。我們的合作能比其他的組合更流暢且順利的製作更多作品。」1962年3月11日，奧曼迪與費城管弦樂團錄製了西貝流士的第一交響曲、谢苗·博加特廖夫改編的柴可夫斯基第七交響曲，還有戴留斯的《孟春初聞杜鵑啼》（On Hearing the First Cuckoo in Spring）。
有趣的是，樂團在費城音樂學會的主要演奏場地鮮少作為錄音用途使用，這是因為專輯製作人們認為這裏的音響效果不佳的緣故。此外，奧曼迪本人也認為，在1950年代中期這個場地的改建影響了它的音響呈現。故，費城管弦樂團的錄音是在費城其他擁有更佳的聲波反射效果的場地陸續完成的。
奧曼迪的錄音作品由這些廠牌發行：
- RCA Victor Red Seal（1936–42年）
- Columbia Masterworks Records（1944–68年）
- RCA Victor Red Seal（1968–80年）
- EMI/Angel Records（1977年起）
- 有三張晚期的專輯是為Telarc（1980年）及Delos（1981年）錄製的
- 他的第一張數位錄音唱片是在1979年4月16日為RCA錄製，曲目則是巴爾托克的《管弦樂協奏曲》

1934至35年間，奧曼迪為RCA錄音，直到1942年美國音樂家聯盟的禁令使他與費城管弦樂團必須轉換至哥倫比亞唱片──該公司在1944年和音樂家聯盟達成了錄製唱片的協議，而RCA則是更晚才取得資格。他在哥倫比亞唱片的第一份錄音是極富精神的包羅定《韃靼人舞曲》（Polovetsian Dances）。1957年，奧曼迪完成了他第一份立體聲錄音，但這並非費城管弦樂團的「初體驗」，他們在斯托可夫斯基的帶領下已經在1930年代做過一回實驗性質的立體聲錄音了，另外1940年也曾為迪士尼的動畫作品《幻想曲》（Fantasia）錄製音樂。1968年，奧曼迪與費城管弦樂團回到RCA陣營，重返後的第一份作品是柴可夫斯基的第6號交響曲《悲愴》。
他與管風琴手維吉爾·福克斯留下的聖桑第3號交響曲《管風琴》作品被認為是最好的。Fanfare雜誌曾如此讚譽：「這份美好的演奏錄音其水平高過此曲任何其他的錄音版本。」此外，他為Telarc錄製，與管風琴手迈克尔·默里合作的錄音也很受好評。
奧曼迪在協奏曲的演奏上非常細緻且成功，曾與他合作過的演奏家有許多都是第一流的，其中包括了阿圖爾·鲁賓斯坦、克勞迪奥·阿勞、弗拉基米爾·阿胥肯納吉、弗拉基米爾·霍洛维茨、鲁道夫·塞爾金、大衛·奥伊斯特拉赫、艾薩克·斯特恩、李納德·羅斯、伊扎克·帕爾曼、埃米爾·吉列爾斯、馮·克萊本、以曼紐·伏爾曼、罗伯特·卡扎德許、馬友友、拉赫曼尼諾夫等人。

### 其他傑出錄音
奧曼迪與費城管弦樂團受到好評的作品還包括了：
- 巴爾托克的第三鋼琴協奏曲（哥倫比亞唱片，1946年），與鋼琴家喬治·山多爾（英语：György Sándor）合作，2002由Pearl再版
- 德布西的《La Damoiselle élue（英语：La Damoiselle élue）[譯名請求]》（索尼唱片，1947年），與Bidu Sayão[譯名請求]及Rosalind Nadell[譯名請求]合作
- 戴留斯的管弦樂作品（索尼音樂，1961–62年），這張專輯還包括了《布里格集市》（Brigg Fair）、《第二狂想舞曲》（Dance Rhapsody No. 2）和《孟春初聞杜鵑啼》（On Hearing the First Cuckoo in Spring）等作品
- 霍斯特的《行星組曲》（RCA，1975年）
- 李斯特的第一鋼琴協奏曲（索尼音樂，1952年），與鋼琴家克劳迪奥·阿劳合作，這張專輯只以一捲母帶錄製完成
- 馬勒的第十交響曲（索尼音樂，1965年），這是德里克·库克（Deryck Cooke）改編的版本
- 卡尔·尼尔森的第六交響曲（索尼音樂，1966年）
- 奧福的《布蘭詩歌》（索尼音樂，1960年）
- 普羅高菲夫的第五交響曲（索尼音樂，1957年）
- 普羅高菲夫的第六交響曲（哥倫比亞唱片，1961年），這份錄音迄今沒有CD版本問世
- 拉赫曼尼諾夫的交響舞曲（索尼音樂，1960年）
- 拉赫曼尼諾夫的第二交響曲（RCA，1973年）
- 拉威爾的《左手鋼琴協奏曲》（索尼音樂，1947年），與鋼琴家罗伯特·卡扎德許（英语：Robert Casadesus）合作
- 蕭士塔高維奇的第四交響曲（索尼音樂，1963年）
- 蕭士塔高維奇的第十三交響曲“巴比雅尔”（RCA，1970年），與Tom Krause[譯名請求]及費城的孟德爾頌合唱團（Mendelssohn Choir of Philadelphia）合作，但這份錄音的CD只有在日本地區販售
- 蕭士塔高維奇的第十四交響曲（RCA，1971年），與Phyllis Curtin[譯名請求]及Simon Estes[譯名請求]合作，此作只在日本販售
- 蕭士塔高維奇的第十五交響曲（RCA，1972年）
- 西貝流士的第四交響曲（索尼音樂，1954年）
- 西貝流士的《Four Symphonic Poems from the Kalevala[譯名請求]》（EMI，1978年）
- 理查史特勞斯《英雄的生涯》（索尼音樂，1960年）
- 理查史特勞斯《唐吉軻德（英语：Don Quixote (Strauss)）》（Don Quixote，1961年，Sony），與Lorne Munroe[譯名請求]、Carlton Cooley[譯名請求]合作
- 柴可夫斯基的D大調小提琴協奏曲（EMI，1978年），與小提琴家伊扎克·帕尔曼合作
- 柴可夫斯基的第四交響曲（索尼音樂，1963年）
- 柴可夫斯基的第五交響曲（索尼音樂，1959年）
- 柴可夫斯基的第六交響曲「悲愴」（索尼音樂，1960年）
- 柴可夫斯基的芭蕾舞劇《胡桃鉗》配樂選輯（索尼音樂，1963年）

### 紀念專輯
2008年，Sony BMG為紀念奧曼迪而推出了套裝的“原装封套系列”（The Original Jacket Collection）專輯，共10 CDs。
2021年，索尼重置了奥曼迪与费城管弦乐团在哥伦比亚录制的录音，推出120张CD的巨大套装。其中152份录音为首次在CD上发行。

## 獲獎與榮譽
- 奧曼迪與費城管弦樂團、及其團員組成的小型重奏團體經常與理查德·P·康迪（英语：Richard P. Condie）及杰罗德·奥特利（英语：Jerold Ottley）合作，並和盐湖城大礼拜堂合唱團一同錄製了許多唱片，其中許多到今天仍然被認為是最好的，這些唱片多數都獲得了葛萊美獎的肯定。
- 為了表彰奧曼迪對美國音樂界帶來的巨大影響，以及在他帶領之下費城管弦樂團所達到的演奏成就，賓州大學在1972年12月15日頒給他Glee Club Award[譯名請求]。[e]
- The Presidential Medal of Freedom by Richard M. Nixon in 1970
- The Ditson Conductor's Award for championing American music in 1977
- Appointed by Queen Elizabeth II an honorary Knight of the British Empire in 1976
- Awarded the Kennedy Center Honors in 1982
- Yale University's Sanford Medal.
- 1976年英国女王伊丽莎白二世授予奥曼迪名譽英帝國爵級司令勳章。

## 評價
奧曼迪對樂譜的吸收解讀相當快速，常背譜演出，且不使用指揮棒。不論是音樂或個人風格上，他都展現了卓越的風格及領導風範，並有著相當禮貌的出場表現（和他的偶像托斯卡尼尼一般）。曾有受他指揮的樂手讚賞：「他並不像有的指揮家那樣，他並不試著去指揮每一個音符。」在奧曼迪的帶領下，費城管弦樂團自斯托可夫斯基時期建立的那飽滿、圓潤的音色──尤其弦樂部份──更加成熟，並成為此樂團標誌性的特色。奧曼迪本人的指揮亦以豐富的聲響效果著稱，但也有評論認為他缺乏個人突出的風格。
奧曼迪的演出當中，以晚期浪漫主義與二十世紀早期的作品兩部份最是引人注意。他尤其偏好布魯克納、德布西、德弗札克、拉威爾、理查史特勞斯、柴可夫斯基等人的創作，另外也喜愛演出巴哈作品的改編版本。奧曼迪詮釋下的拉赫曼尼諾夫作品被認為是最好的，他是首位演出《交響舞曲》（作品45）的指揮，並曾和費城管弦樂團合作於1939–40年期間錄製了作曲家的其中三首鋼琴協奏曲。奧曼迪也多次指揮蕭士塔高維奇的交響曲在美國首演，他的馬勒第十交響曲演出（Deryck Cooke補作之完整版本）以及聖桑的第三交響曲演出亦受推崇。另外，對於美國作曲家的作品他亦展現出高度的興趣，曾指揮包括塞缪尔·巴伯、保罗·克雷斯顿、大卫·戴蒙德、霍华德·汉森、瓦尔特·辟斯顿、内德·罗姆、威廉·舒曼、罗杰·塞欣斯、维吉尔·汤姆森及理查德·亚杜米安等作曲家的作品首演，數目相當可觀。有些樂評人認為，他指揮下的貝多芬、布拉姆斯、海頓、莫札特等人（即傳統德奧古典一系）不若他其餘的演奏那麼成功，特別是他成就的專屬於費城的飽滿音響（被稱為費城之聲）似乎並不適合此類曲目。

## 个人生活
1922年8月8日，奥曼迪与斯蒂芬妮·戈德纳（Stephanie Goldner，1896–1962）结婚，她是当时奥曼迪所在乐团中的竖琴手。他们生有两个孩子，但都早夭。他们于1947年8月4日离婚。
1950年5月15日，奥曼迪与玛格丽特·弗朗西斯·希尔奇（Margaret Frances Hiltsch，1909-1998）结婚，并与她度过了余生。

## 外部連結
- 尤金·奥曼迪的Discogs页面（英文）